# Ladce
Ladce é um município da Eslováquia, situado no distrito de Ilava, na região de Trenčín. Tem 15,69 km² de área e sua população em 2018 foi estimada em 2.610 habitantes.

## Demografia
| Ano:        | 1994 | 2004   | 2014   | 2024   |
| ----------- | ---- | ------ | ------ | ------ |
| Broj ljudi: | 2605 | 2561   | 2648   | 2462   |
| Razlika:    |      | -1,68% | +3,39% | -7,02% |

| Ano:               | 2023 | 2024   |
| ------------------ | ---- | ------ |
| Número de pessoas: | 2482 | 2462   |
| Diferença:         |      | -0,80% |